# اچ‌ام‌ای‌اس کوالا
اچ‌ام‌ای‌اس کوالا (به انگلیسی: HMAS Koala) یک کشتی بود که طول آن ۱۷۳٫۹ فوت (۵۳ متر) بود. این کشتی در سال ۱۹۳۹ ساخته شد.